# Jurjevo
Jurjevo je pomladni praznik, ki se praznuje 23. oziroma ponekod 24. aprila, po pravoslavnem koledarju pa 6. maja. Krščanski svetnik sveti Jurij je poznan po legendi, da ubija zmaja ali kačo. Starejše izročilo pozna zelenega Jurija, ki je bil v predkrščanski religiji Evropejcev praznik začetka pomladi. V Sloveniji je bil folklorni lik zelenega Jurija nekdaj splošno razširjen, do danes pa se je ohranil v Beli krajini. Med Slovani je Jurij nadomestil pomembno pomladno božanstvo, verjetno Jarila. Jurij je prevzel mnoge lastnosti staroverskega Jarila, kot je prihod pomladi. 

## Folklora
Na celotnem Balkanu je bilo jurjevo, poleg kresne noči, 24. 6., eden najpomembnejših tradicionalnih letnih praznikov. Za pastirje je bil to glavni letni praznik, saj so na ta dan prvič gnali živino na pašo, zato je z jurjevim povezanih mnogo verovanj in magije. Po vsem slovanskem svetu je bilo jurjevo letna meja, ko se simbolično odpre narava, zato so s tem dnem povezane predstave o prihodu kač na "naš" svet iz onstranstva, kjer so bile čez zimo. 
Včasih v legendah namesto svetega Jurija, ki ubija kačo, nastopa tudi sv. Marjeta, ki goduje 20. julija (na isti dan kot sv. Elija). Oba, sv. Jurij in sv. Marjeta, naj bi po mitoloških rekonstrukcijah nadomestila slovanskega boga Peruna, ki se prav tako bori s htonskim nasprotnikom Velesom v podobi kače oziroma zmaja. Perunov dan je v krščanstvu pripadal svetniku Eliji oziroma sv. Marjeti. Za časa življenja svetnik Jurij ni imel nikakršne povezave z ubijanjem zmaja, temveč je to dediščina starejših staroverskih religij. 

## Mitološka rekonstrukcija
Hrvaški etnolog Vitomir Belaj je na podlagi primerjalne metode slovanskih in baltskih ljudskih pesmi rekonstruiral zelenega Jurija kot božanstvo, ki se pojavlja skozi celo koledarsko leto. Za zimski solsticij, božič, se Jurij rodi, nakar ga ugrabijo Velesovi koledniki in ga odpeljejo v svet mrtvih, kjer ostane do pomladi. Na jurjevo se vrne na "naš" svet in s seboj prinese pomlad. Spozna svojo sestro Maro, s katero se pod imenom Ivan Kupalo (Kresnik) poroči na kresno noč, 23. 6. (poletni sončni obrat). Kasneje Maro prevara, zato ga njeni bratje ubijejo. Zadnjič naj bi se Jurij pojavil na večer pred božičem, ko ga v prispodobi klasja vržejo na ogenj. Naslednji dan se ponovno rodi in oddide na svojo letno pot.

## Ostali Slovani in Balti
Pri Srbih se imenuje Đurđevdan, Makedoncih Ѓурѓовден, Bolgarih Гергьовден, Ukrajincih Юр'їв день, Belorusih Юр’я  in Rusih Егорий Вешний. Pri Litvancih se imenuje Jurginės.